# Лифшиц, Виктор Григорьевич
Виктор Григорьевич Ли́фшиц (1941—2005) — российский учёный в области физики конденсированного состояния, член-корреспондент РАН (1997)

## Биография
Родился 21 июля 1941 г. в Харькове. Окончил физический факультет Харьковского государственного университета (1963).
Работал в Казахстане в Институте ядерной физики. В 1973 г. защитил кандидатскую диссертацию.
В 1975 г. по приглашению Филиппа Георгиевича Староса перевёлся во Владивосток в лабораторию управляемого роста микроструктур Института автоматики и процессов управления ДВО РАН. Работал старшим научным сотрудником, зав. лабораторией, директором института (декабрь 2004 — июль 2005).
Доктор физико-математических наук (1987), профессор (1989).
С 1991 г. — декан физико-технического факультета Института физики и информационных технологий (ИФИТ) Дальневосточного государственного университета (ДВГУ); заведующий кафедрой ФТМПМ ИФИТ ДВГУ.
Член-корреспондент Российской академии наук по Отделению общей физики и астрономии по специальности «физика твердого тела» (30.05.1997).
С 2002 г. главный учёный секретарь Президиума ДВО РАН.
Скоропостижно умер 20 июля 2005 г. во Владивостоке.

## Научная деятельность
Автор нового направления в физике поверхности полупроводников: «Взаимосвязь процессов на поверхности кремния и формирования поверхностных фаз — нового двумерного полупроводникового материала».
Совместно с сотрудниками получил более 20 новых поверхностных фаз, разработал принципы выращивания многослойных микроструктур со встроенными поверхностными фазами.

### Научная деятельность
Автор более 200 научных работ, 5 монографий и учебника для вузов.
Книги:
- Электронная спектроскопия и атомные процессы на поверхности кремния (М.: «Наука», 1985);
- Lifshits V.G., Saranin A.A., Zotov A.V. Surface Phases on Silicon (Wiley, 1994) p. 460;
- Lifshits V.G., Oura K., Saranin A.A., Zotov A.V. «Metallic Adsorbates on Semiconductor Surfaces», in Physics of Covered Solid Surface (Landolt-Boernstain series, V. III/42, Ed. H.P. Bonzel) (Springer-Verlag, 2001);
- Лифшиц В. Г., Репинский С. М. Процессы на поверхности твердых тел (Владивосток: Дальнаука, 2003) 700 с.

## Награды и звания
- Государственная премия Российской Федерации в области науки и техники («Электронные и атомные процессы на поверхности твердых тел» — 2002);
- Заслуженный деятель науки РФ (1996).